# 齋藤行
齋藤 行（さいとう こう、1953年 - ）は、日本のクラリネット奏者、指揮者。

## プロフィール
岩手県立黒沢尻北高等学校卒業後、1973年4月に国立音楽大学器楽科に入学し、クラリネットを大橋幸夫、浜中浩一に師事。
1977年3月大学卒業と同時に西ドイツ（当時）の国立北西ドイツ音楽アカデミー・デトモルトに留学。デトモルトに於いてはクラリネットをヨースト・ミヒャエルス、ゲルハルト・アーベルト、ハンス・ディートリッヒ・クラウスに、室内楽をヨースト・ミヒャエルス、F.ヴィルヘルム・シュヌーアに師事した。1980年6月にデトモルトを首席卒業後は引き続き指揮科に在籍し、マルティン・シュテファーニ、ヘリベルト・バイセルに師事した。
1982年に帰国。1983年より毎年初夏にリサイタルを開催している。

## クラリネット奏者としての活動

### ソロ奏者
ソロ奏者としては毎年初夏に藤井一興（ピアノ）と共にリサイタルを開催。アンコールで必ず演奏される藤井とのインプロヴィゼーションにはファンも多い。NHK-FMなどにも定期的に出演している。
室内楽では毎年2月頃に「齋藤行と仲間たち 早春のコンサート」と題した演奏会を開催していたが
2009年からは時期を2月頃から5月頃へ変更し、「齋藤行と仲間たち 木管三重奏の夕べ」に演奏会のタイトルを変更した。

### 齋藤行と仲間たち
毎年開催(時期は上記参照)される木管アンサンブルのユニット名。メンバーは以下の通り
2004年まで
齋藤行（クラリネット）、東郷良英（フルート）、伊藤恒男（ホルン）、石井淳（ファゴット）
2005年から
齋藤行（クラリネット）、北島章（オーボエ）、石井淳（ファゴット）

## 指揮者としての活動
1983年にドイツより帰国した後、日本国内にて吹奏楽指導を開始した。
- 1984年より2004年まで - 青山学院大学学友会吹奏楽部常任指揮者
- 2005年より2006年5月まで - ルノワールウインドオーケストラ指揮者
- 1995年より現在 - 青山学院大学OB吹奏楽団常任指揮者

## 編曲者としての活動
上記項目の指揮者としての活動の一環として、吹奏楽やクラリネット・アンサンブルへの編曲作品も多くなされており、他に編曲が無いなど希少な作品も多い。
長らく出版が待たれていたが、2012年7月「ミュージック・ベルズ」より吹奏楽編曲作品の出版が開始された。
吹奏楽への編曲作品としては以下のものがある（下記が全てではない）。
- 組曲「アラジン」全曲（ニールセン）
- パッサカリアとフーガ ハ短調（J.S.バッハ）
- シャコンヌ（J.S.バッハ）
- 歌劇「イーゴリ公」序曲（ボロディン）
- 交響曲第5番「運命」作品67 全曲（ベートーヴェン）
- 歌劇「ファウスト」よりバレエ音楽（グノー）
- 歌劇「ホヴァンシチナ」より「ペルシャの奴隷の踊り」（ムソルグスキー）
- カプリッチョ・ボヘミアン作品12（ラフマニノフ）
- 組曲「バレエの情景」より（グラズノフ）
- バレエ組曲「ボルト」（ショスタコーヴィチ）
- 組曲「ハムレット」作品32a 全曲（ショスタコーヴィチ）
- ヴォカリーズ（ラフマニノフ）
- 歌劇「イスの王様」序曲（ラロ）
- 管弦楽組曲第2番（J.S.バッハ）
- 交響曲第8番作品88（ドヴォルジャーク）
- 交響曲第6番（グラズノフ）
- 交響曲第1番（ベートーヴェン）
- ハンガリー舞曲第1番〜第10番（ブラームス）
- 交響曲第4番（グラズノフ）